# Agelista
Agelista är ett släkte av spindlar. Agelista ingår i familjen hoppspindlar.
Kladogram enligt Catalogue of Life:
| Agelista | \| \| Agelista andina \| \| \| \| \| \| Agelista petrusewiczi \| \| \| \| |
|          | \| \| Agelista andina \| \| \| \| \| \| Agelista petrusewiczi \| \| \| \| |
|          | Agelista andina                                                           |
|          |                                                                           |
|          | Agelista petrusewiczi                                                     |
|          |                                                                           |